# Štefan Švaňa
Štefan Švaňa [štěfan] (* 16. listopadu 1960) je bývalý slovenský prvoligový fotbalista.

## Hráčská kariéra
V československé nejvyšší soutěži zasáhl do 1 utkání v dresu Tatranu Prešov, v němž neskóroval. Druhou nejvyšší soutěž hrál za ZŤS Košice a během ZVS i v Žatci.
Hrál také za Spišskou Novou Ves.

## Trenérská kariéra
Po skončení hráčské kariéry se stal trenérem, vedl např. Smižany.

## Ligová bilance
| Ročník                                   | Zápasy | Góly | Minuty | Klub          |
| ---------------------------------------- | ------ | ---- | ------ | ------------- |
| 1. československá fotbalová liga 1980/81 | 1      | 0    | –      | Tatran Prešov |
| I. SNFL 1981/82                          | 15     | 1    | –      | ZŤS Košice    |
| I. SNFL 1982/83                          | 28     | 0    | –      | ZŤS Košice    |
| I. SNFL 1983/84                          | 17     | 0    | –      | ZŤS Košice    |
| I. SNFL 1984/85                          | 28     | 0    | –      | ZŤS Košice    |
| I. SNFL 1985/86                          | 6      | 0    | –      | ZŤS Košice    |
| I. ČNFL 1985/86                          | 18     | 0    | –      | VTJ Žatec     |
| I. ČNFL 1986/87                          | 7      | 0    | –      | VTJ Žatec     |
| I. SNFL 1986/87                          | 22     | 0    | –      | ZŤS Košice    |
| I. SNFL 1987/88                          | 9      | 1    | –      | ZŤS Košice    |
| CELKEM 1. LIGA ČSSR                      | 1      | 0    | –      |               |
| CELKEM I. ČNFL (1981–1989)               | 25     | 0    | –      |               |
| CELKEM I. SNFL (1981–1989)               | 135    | 2    | –      |               |